# اتحاد جمهورية إفريقيا الوسطى لكرة القدم
تأسس اتحاد جمهورية أفريقيا الوسطى لكرة القدم في عام 1961 وانضم إلى الاتحاد الدولي لكرة القدم في 1963 وانضم إلى الاتحاد الأفريقي لكرة القدم في 1965.